# Алън Дълес
Алън Дълес е 5-ият директор на ЦРУ (1953 – 1961) и ръководител на американските тайни служби в Европа по време на Втората световна война.

## Биография
Роден е в Уотъртаун, щата Ню Йорк в семейство с дълбоки традиции в американските дипломатически служби. Дядо му по майчина линия е генерал Джон У. Фостър – участник в Гражданската война и държавен секретар при президента Бенджамин Харисън. Дядото му по бащина линия е мисионер дълги години в Индия. Баща му също е мисионер, а по-големият му брат Джон Фостър Дълес е държавен секретар при президента Дуайт Айзенхауер.

## Кариера
След завършване на Принстънския университет през 1914 г., заминава за Индия и Китай, където много обикаля и работи като учител по английски език. След завръщането си започва работа като дипломат в Европа – Виена (1916), Берн (1917), Берлин (1919), Константинопол (1920). През 1922 г. се връща във Вашингтон и оглавява международния отдел за Близкия изток. Успоредно записва да учи право.
С началото на Втората световна война в кариерата на Дълес настъпва рязка промяна. Постъпва в Управлението на стратегическите служби (Office of Strategic Services, OSS) – предшественика на ЦРУ, и от 1942 до 1945 г. оглавява разузнавателния му център в Берн. Работата на центъра е повече от успешна. Дълес получава редица важни разузнавателни данни, а през 1945 г. изиграва ключова роля при капитулацията на германските войски в Северна Италия.
Счита се за идеен баща на операция „Разцепваш фактор“, целяща да предизвика съпротива и въстания в народните републики от социалистическия блок, без да започва война. Операцията вероятно е разкрита, но е използвана от Сталин за смазване на каквото и да е самостоятелно, националистическо мислене в ръководните среди на сателитите. Жертви на тази операция са Трайчо Костов, Ласло Райх (Унгария), Рудолф Слански (Чехословакия), Владислав Гомулка (Полша).
Докладът му за структурата на американското разузнаване пред Хари Труман е засекретен. Конспиративната теория за Планът „Дълес“ му приписва сценарий за преследване от САЩ на целенасоченото измамване и оглупяване на хората от социалистическия свят.
След войната постъпва в новосформираното ЦРУ и през 1950 г. става заместник-директор, отговарящ за планирането и тайните операции. Новоизбраният президент Айзенхауер го назначава за директор на ЦРУ през 1953 г. и той остава на този пост до 1961 г. По време на своето управление модернизира из основи службата и я прави такава, каквато е и днес. През 1961 г. обаче, след неуспешния опит за нахлуване в Куба, е уволнен. За кратко се връща на държавна служба през 1963 г., когато е избран за член на комисията, разследваща убийството на Джон Кенеди.
Алън Дълес умира в Балтимор на 29 януари 1969 г. от белодробно възпаление.